# Richard Hastings
Richard Cory Hastings (Prince George (British Columbia), 18 de maio de 1977) é um ex-futebolista profissional canadense que atuava como defensor, mais especificamente como lateral esquerdo, podendo atuar como defensor central como posições secundária.

## Carreira
Richard Hastings se profissionalizou no Nairn County, em 1993.
No dia 1 de Julho de 1994 para o Inverness Caledonian Thistle FC, clube que atualmente está na segunda divisão escocesa.
No dia 1 de Julho de 2001, após sete anos no Inverness e com 23 anos, ele se transferiu para o Ross County FC, clube que joga atualmente na Premiership, a elite da liga da Escócia, a custo zero. Foi nesse período que foi convocado a seleção canadense para a Copa das Confederações de 2001.
Depois de uma temporada, no dia 15 de Julho de 2002, se transferiu para o Grazer AK 1902, clube da segunda divisão da Áustria, jogando 11 partidas e marcando 1 gol, o seu primeiro no profissional.
O jogador passou em 2003 pela equipe holandesa MVV Maastricht, jogando 5 jogos e voltou para o Inverness Caledonian Thistle FC no dia 1 de Julho de 2004.Somando o desempenho nas duas passagens ele jogou 119 partidas e marcou 5 assistências.
Após mais cinco temporadas no clube, um pouco mais veterano com seus 32 anos, recebeu a chance de sua carreira, basicamente o seu auge. ele se transferiu para um dos mais poderosos times escoceses, o Hamilton Academical FC, a custo zero.
Naquela temporada ele decidiu enfiu "pendurar suas chuteiras" e acabou com sua carreira
Em 2012, com 35 anos, até tentou reniciar sua carreira no Brora Rangers, sem sucesso, pois se aposentou definitivamente no dia 1 de Fevereiro de 2013, três meses depois.

## Seleção
Richard Hastings integrou a Seleção Canadense de Futebol na Copa das Confederações de 2001.

## Títulos
Canadá
- Copa Ouro da CONCACAF de 2000